# Przeworsk Wąski
Przeworsk Wąski – wąskotorowa stacja kolejowa Przeworskiej Kolei Dojazdowej w Przeworsku, w województwie podkarpackim, w Polsce. W budynku odnowionego dworca znajduje się stała wystawa historyczna poświęcona Przeworskej Kolei Dojazdowej.
Została otwarta 8 września 1904 roku razem z wąskotorową linią kolejową z Przeworska do Dynowa. W sezonie letnim obsługuje ruch turystyczny.